# Lomographa notata
Lomographa notata là một loài bướm đêm trong họ Geometridae.